# Tockus deckeni
Il buceretto di Von der Decken (Tockus deckeni (Cabanis, 1869)), che deve il nome all'esploratore tedesco Karl Klaus von der Decken, è un uccello della famiglia dei Bucerotidi originario dell'Africa orientale.

## Descrizione
Misura 35 cm di lunghezza, per un peso di 165-212 g nel maschio e di 120-155 g nella femmina.
In questo piccolo bucero il bianco della testa e delle parti inferiori contrasta fortemente con il nero delle parti superiori. Il cappuccio è attraversato da una larga fascia grigio-nerastra. Le tre coppie di timoniere esterne sono bianche nella loro parte terminale. Nel maschio, le ali e le copritrici sono interamente nere, ad eccezione della parte mediana delle secondarie e delle grandi copritrici, di colore bianco, che forma una fascia alare evidente. Il becco, sormontato da un casco basso, è rosso con la punta di colore giallo chiaro e i bordi taglienti scuri. La macchia oculare e la pelle orbitale sono nere, l'iride è marrone. La pelle nuda sulla gola è di colore chiaro. La femmina è più piccola e possiede un becco più modesto e un casco più ridotto, di colore nero. Nei giovani, le copritrici alari sono ricoperte da piccole macchie e il becco è color corno scuro con dei segni gialli.
Il buceretto di Jackson (Tockus jacksoni), tanto simile a quest'ultimo da essere considerato fino a poco tempo fa una sua sottospecie, presenta dimensioni più piccole; inoltre, negli esemplari di tutte le età, le copritrici alari sono ricoperte da una moltitudine di piccole macchie bianche e il maschio adulto mostra meno giallo sul becco. A parte queste piccole differenze, le due specie sono pressoché identiche.
Il buceretto di Von der Decken è strettamente imparentato con il buceretto beccogiallo meridionale (Tockus leucomelas) e con il buceretto beccogiallo orientale (T. flavirostris), ma anche con il buceretto di Monteiro (T. monteiri) e con il buceretto beccorosso (T. erythrorhynchus), che appartengono come questo al genere Tockus. Tutti questi hanno abitudini e richiami molto simili e differiscono di poco anche sotto il profilo genetico.

## Biologia
I buceretti di Von der Decken sono uccelli sedentari. Non è mai stata registrata una vera migrazione, ma non sono da escludere alcuni movimenti erratici durante i periodi di siccità. Vanno in cerca di cibo soprattutto a terra, dove si lasciano cadere dal proprio posatoio, ma possono alimentarsi anche piuttosto in alto sugli alberi da frutto. I buceretti di Von der Decken stabiliscono relazioni speciali con le manguste nane (Helogale parvula): essi catturano gli insetti distratti dalla presenza di questi piccoli mammiferi e in cambio, con i loro richiami di allarme, li avvertono dell'avvicinarsi dei predatori.

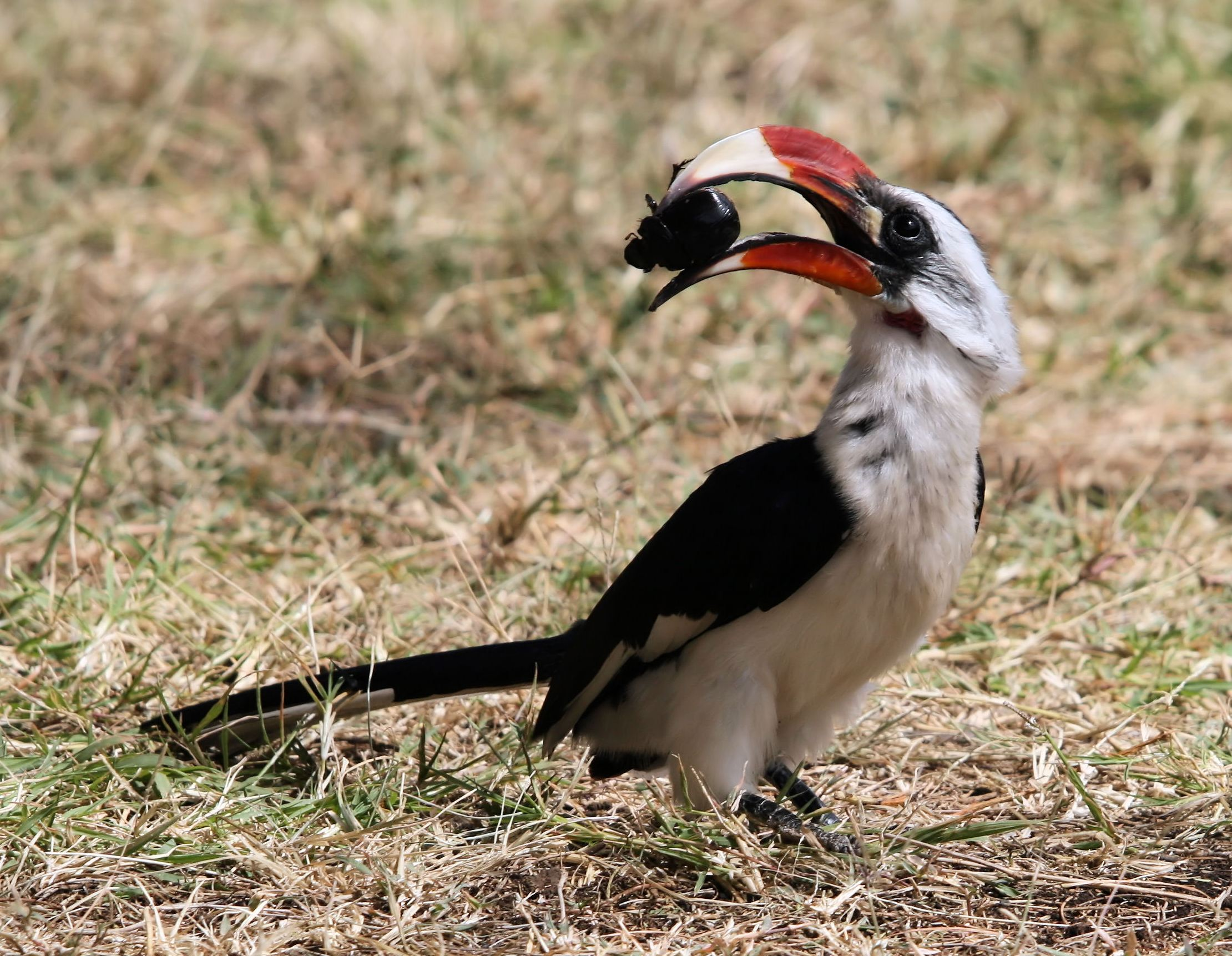
Maschio con un grosso insetto nel parco nazionale del Serengeti.

### Alimentazione
I buceretti di Von der Decken si nutrono per lo più di piccoli animali, nonché di alcuni frutti, semi e gemme. Gli insetti costituiscono una parte importante della loro dieta, così come le chiocciole, i topi, gli uccelli, le lucertole e le rane. La componente vegetale della dieta è pari più o meno al 40% del totale.

### Riproduzione
Nella parte settentrionale dell'areale, il buceretto di Von der Decken nidifica da febbraio a luglio. Più a sud, depone le uova da novembre a marzo. Le coppie adottano un comportamento territoriale. Il nido è situato nella cavità naturale di un albero ad un'altezza che varia da 0,5 a 5 metri. All'eventualità, questi uccelli occupano un vecchio ceppo di palma o il nido abbandonato di un picchio. Talvolta una coppia può arrivare a insediarsi nella fessura di una falesia. Il fondo dell'orifizio viene rivestito con pezzi di corteccia. La covata comprende da 2 a 4 uova che vengono deposte in un intervallo anche di 5 giorni. L'incubazione dura circa 30 giorni. Il nido viene chiuso con una sorta di tappo costruito con una miscela di fango, escrementi e polpa di frutta. Rimane solo una stretta fessura che consente al maschio di nutrire la nidiata durante l'intero periodo di permanenza nel nido. All'inizio dell'incubazione, la femmina effettua la muta delle remiganti e delle timoniere, che la rende temporaneamente incapace di volare, ma emerge dalla cavità quando i nidiacei hanno 21-28 giorni. Questi ultimi rimangono all'interno della cavità almeno fino a 47 giorni dopo la schiusa, a volte leggermente più tardi.

## Distribuzione e habitat
Il buceretto di Von der Decken frequenta le savane aperte e le zone scarsamente boschive, specialmente quelle con piante di Commiphora e con piccoli alberi spinosi. Questo uccello è endemico dell'Africa orientale, ad est della Rift Valley. Il suo areale comprende l'Etiopia, la Somalia meridionale, il Kenya, a eccezione della parte nord-occidentale del paese, e la Tanzania. Il buceretto di Jackson lo sostituisce nella parte sud-orientale del Sudan del Sud, nell'Uganda nord-orientale e nel Kenya nord-occidentale.

## Conservazione
La specie non è in pericolo di estinzione; anzi, in alcune zone è perfino abbastanza diffusa o localmente comune. Popolazioni numerose vivono nei parchi, nelle riserve e nelle aree scarsamente occupate dall'uomo. I buceretti di Von der Decken sono vulnerabili solo nei luoghi in cui la foresta viene continuamente abbattuta.